# Дизин
Дизин (перс. دیزین‎) — самый крупный горнолыжный курорт Ирана и один из самых высокогорных горнолыжных курортов в мире. Основан в 1969 году. Это один из первых горнолыжных курортов Ирана, одобренный Международной федерацией лыжного спорта для проведения международных соревнований по зимним видам спорта.

## География
Дизин расположен в шахрестане Карадж остана Альборз, на высоте 900 метров у южного подножия гор Эльбурс. Расстояние до Тегерана 125 км, до Кереджа — 75 км. Автомобильной дорогой курорт связан с Тегераном и Кереджом.

### Инфраструктура
В 1969 году в Дизине установили первые подъёмники. Сегодня горнолыжный курорт располагает 23 трассами, которые обслуживаются 4 канатными дорогами и 25 подъёмниками гондольного, кресельного и бугельного типов. Подъёмники начинаются с 2650 метров, а максимальная высота, на которую можно подняться на второй очереди — 3600 метров. Благодаря своей высоте курорт обладает превосходным снегом, глубина которого в сезон достигает 2 метров на середине и до 6 метров — на верхних склонах. Официально сезон открывается в ноябре, а заканчивается в апреле — мае. На курорте имеются 2 отеля, 19 коттеджей и 5 ресторанов.

## Галерея

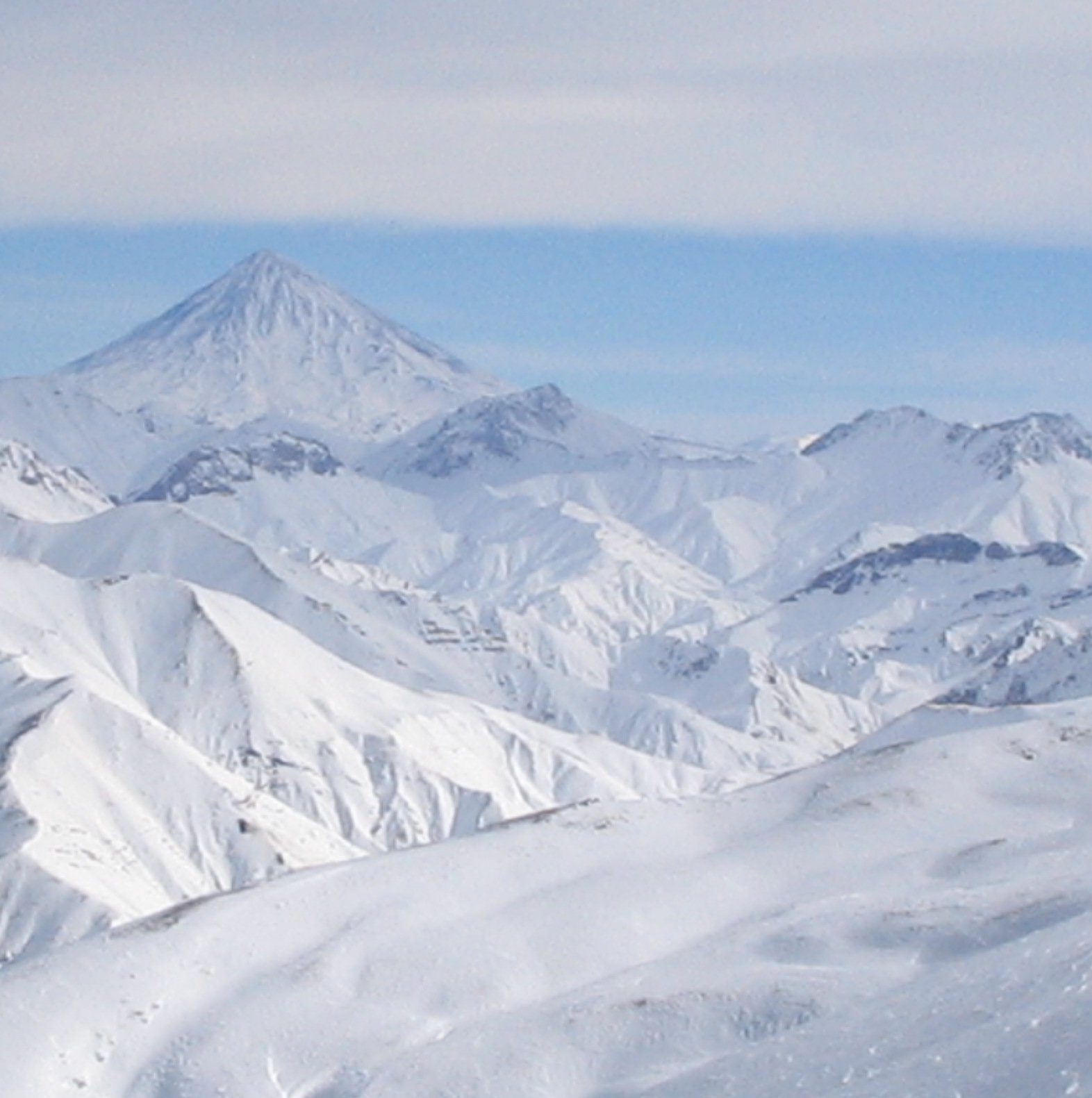
Вид на гору Демавенд
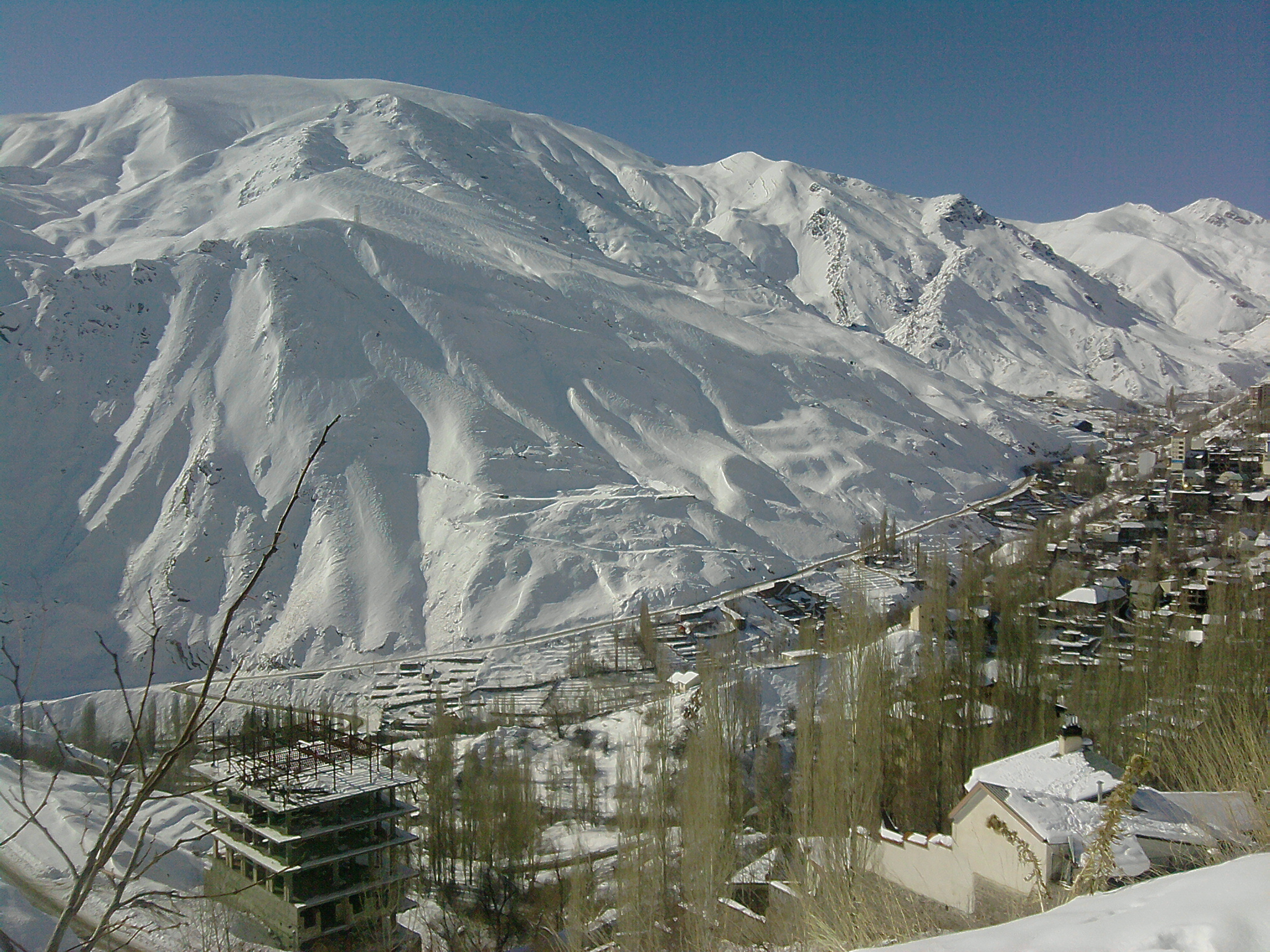
Панорама Дизина
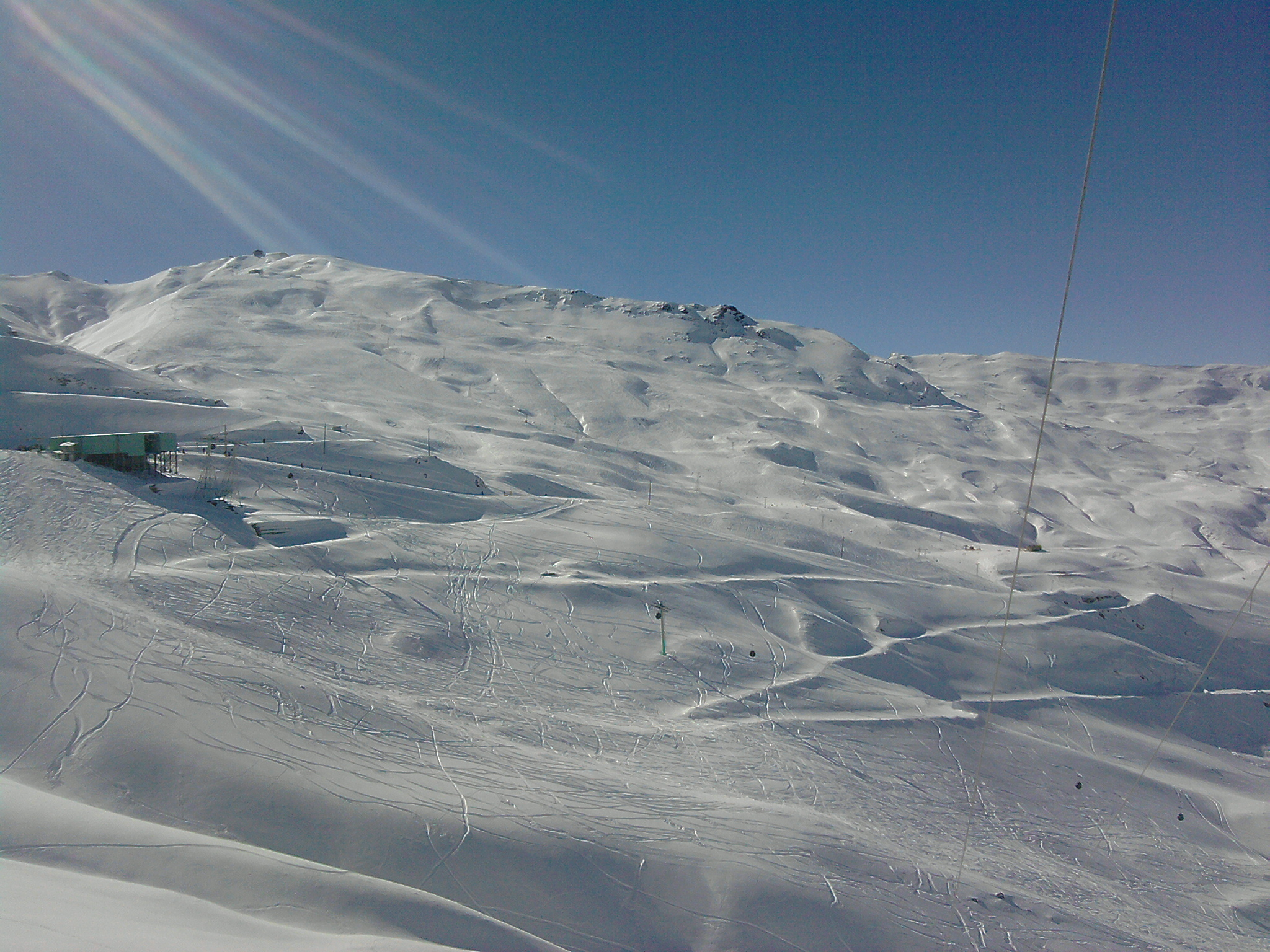
Лыжная трасса
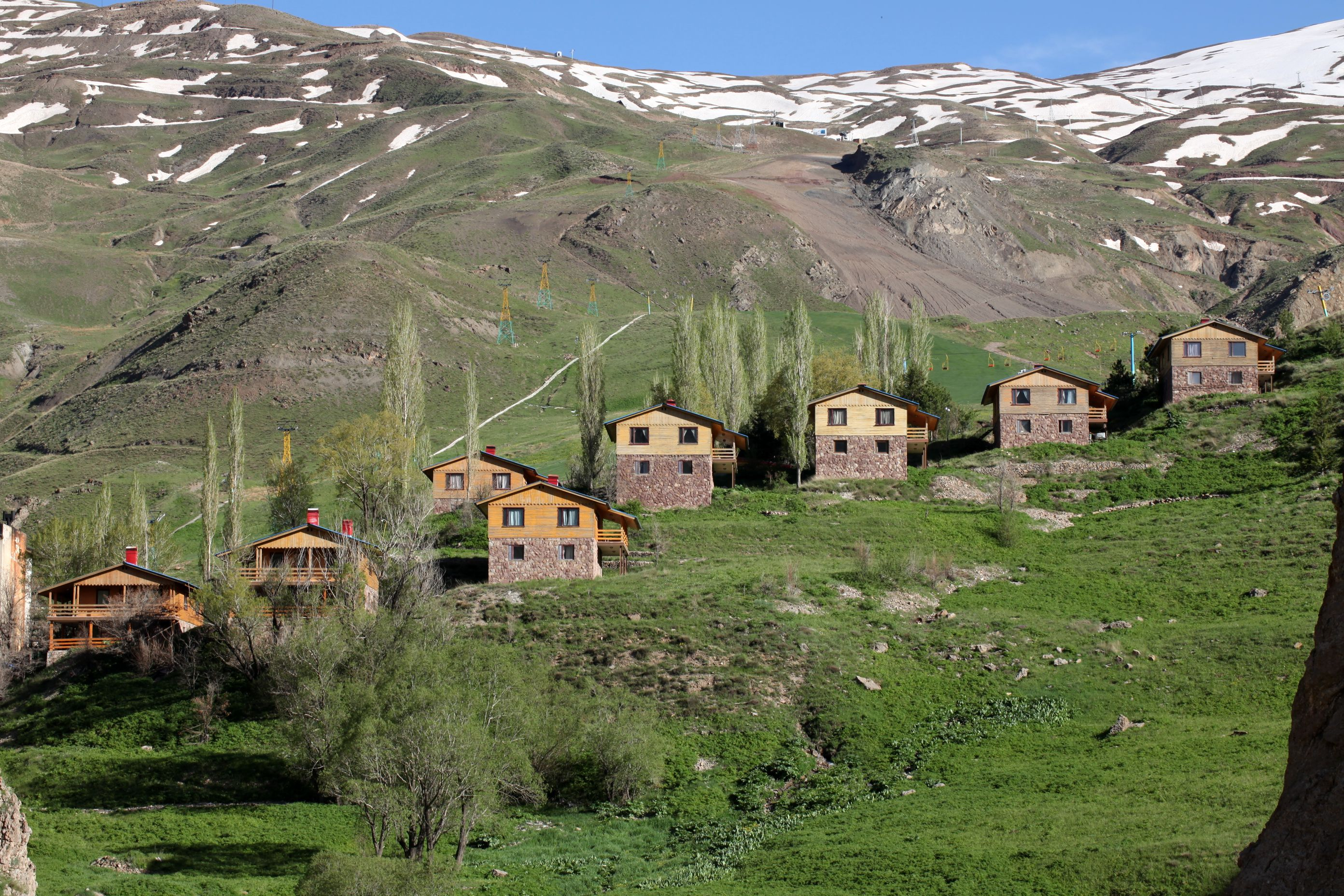
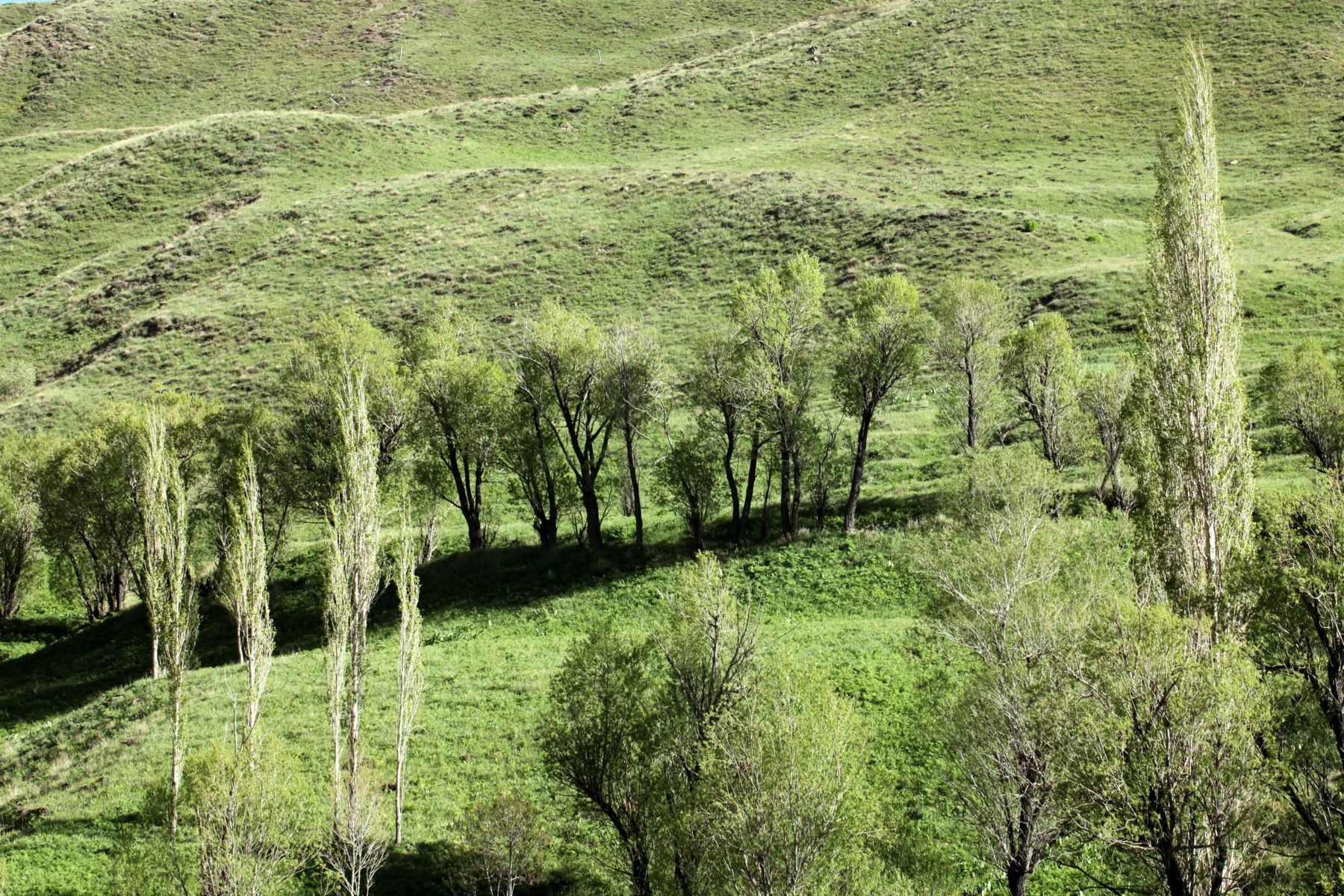
Вид на Дизин летом
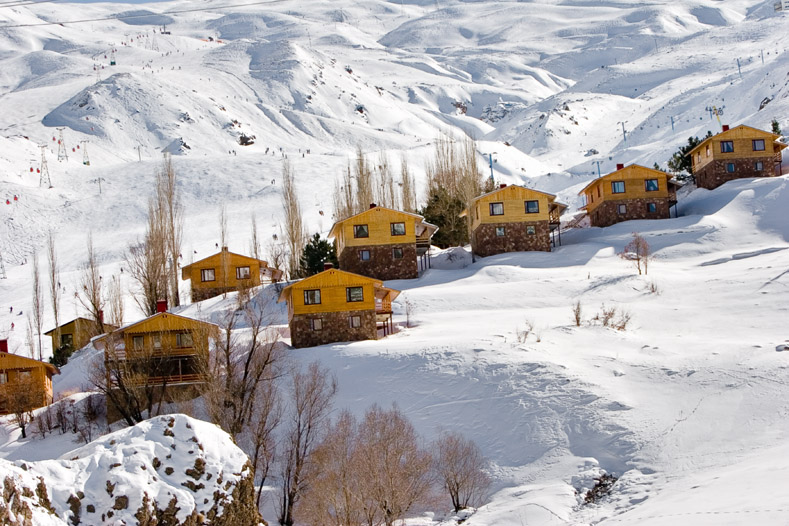
کلبه‌هایی در دیزین
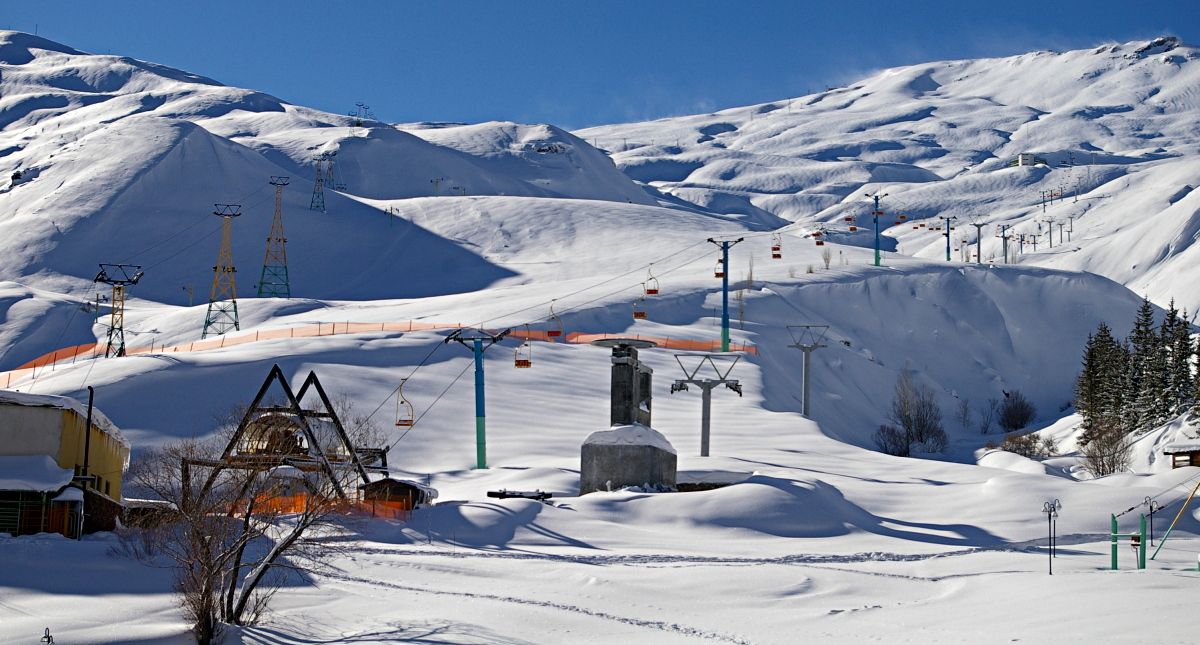
Подъемники
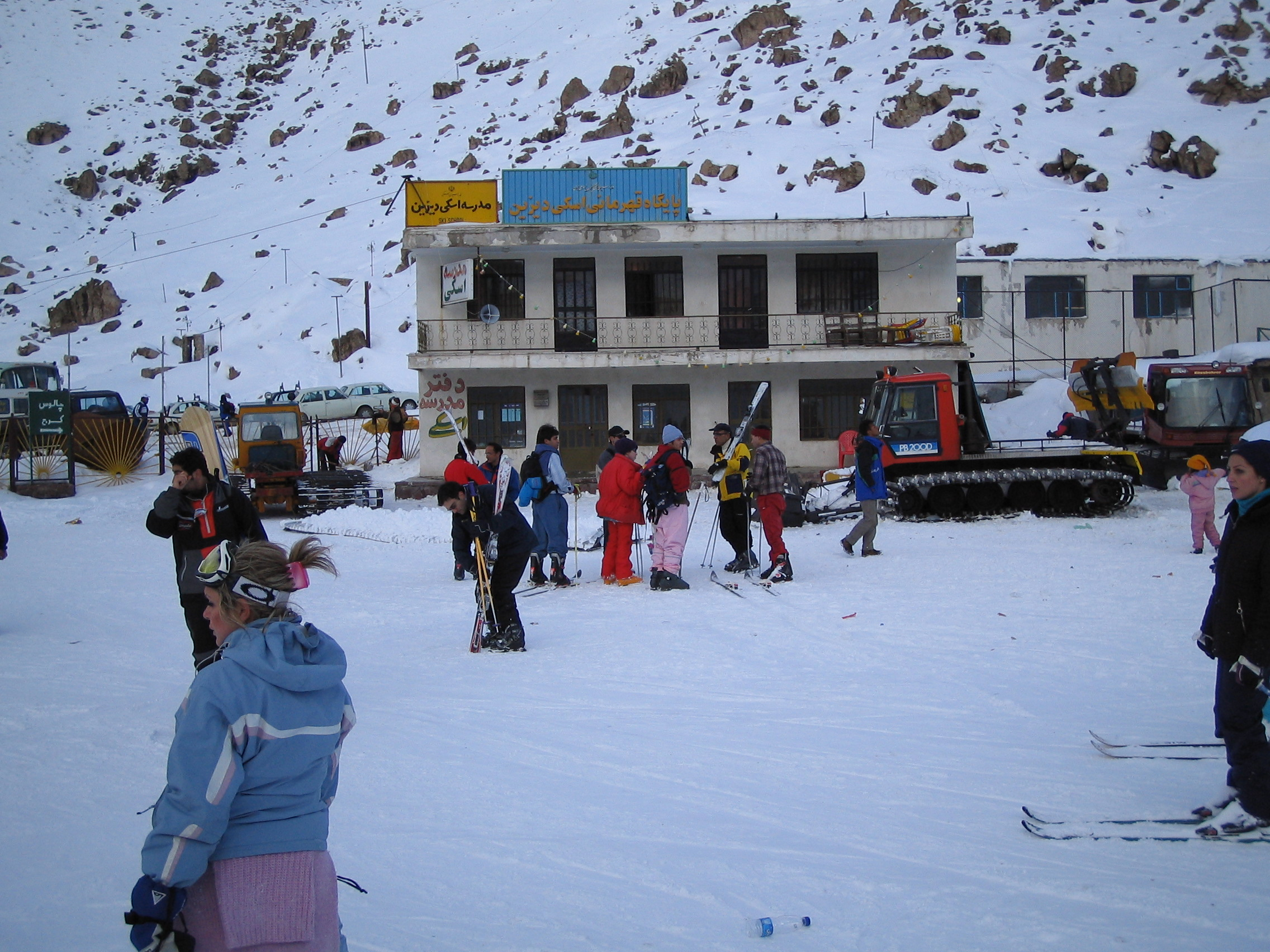
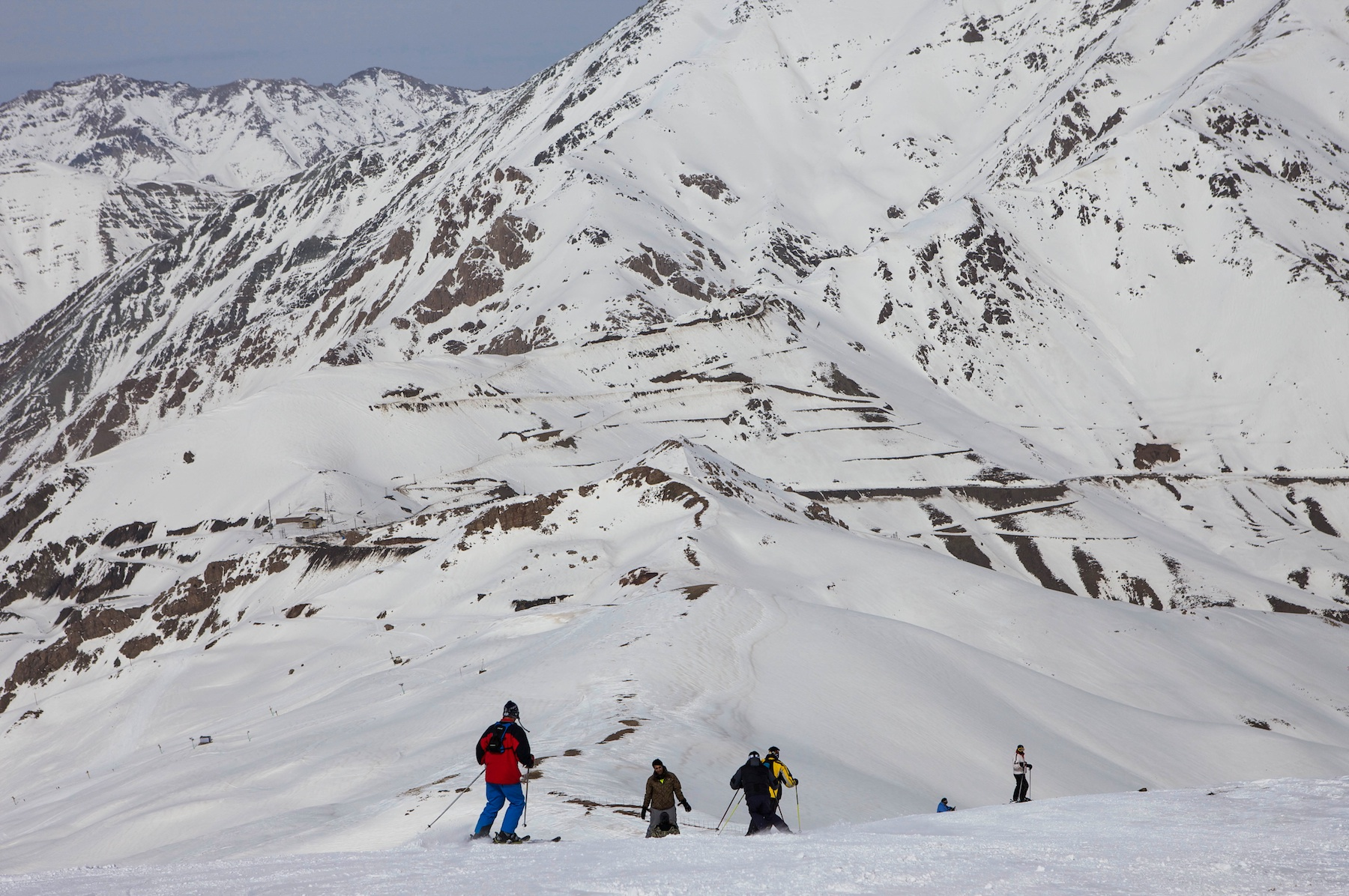
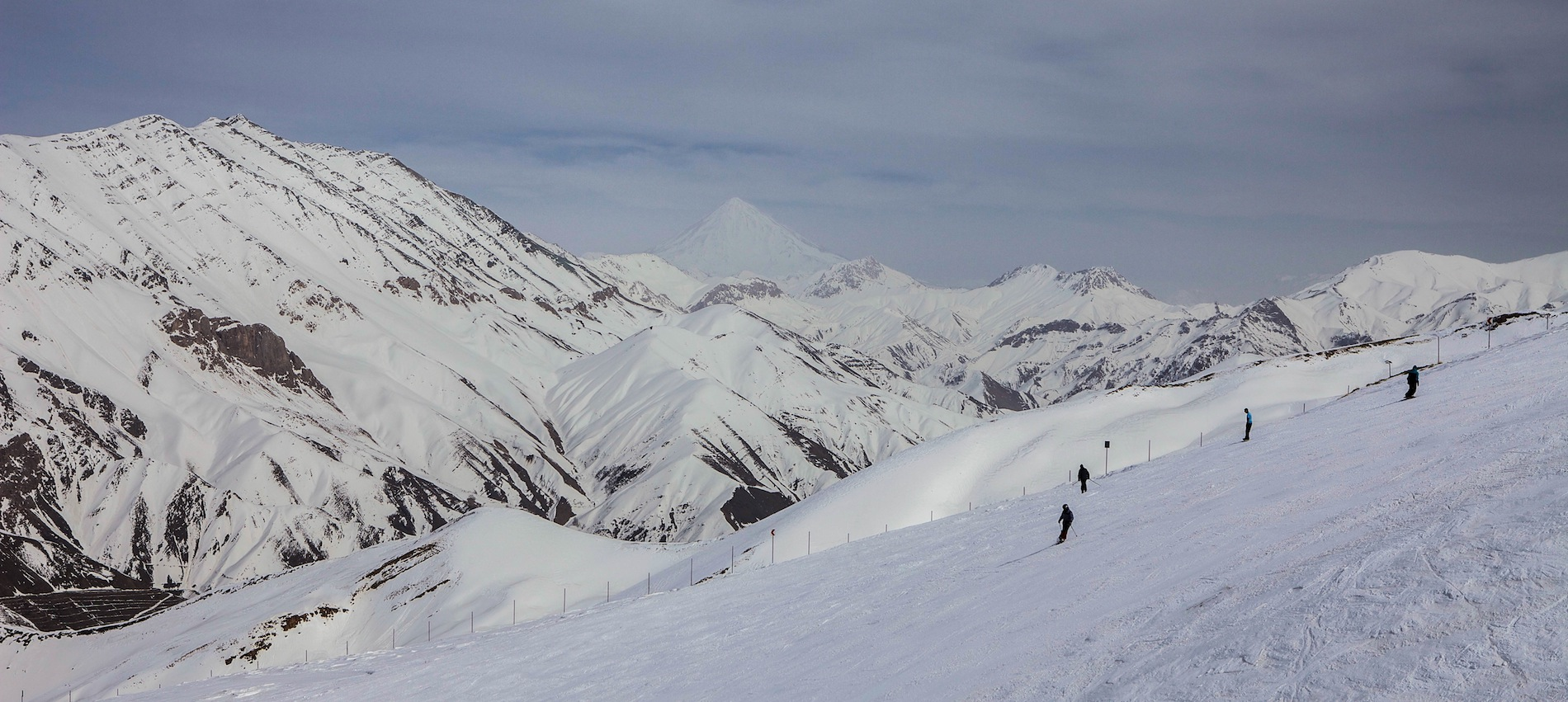
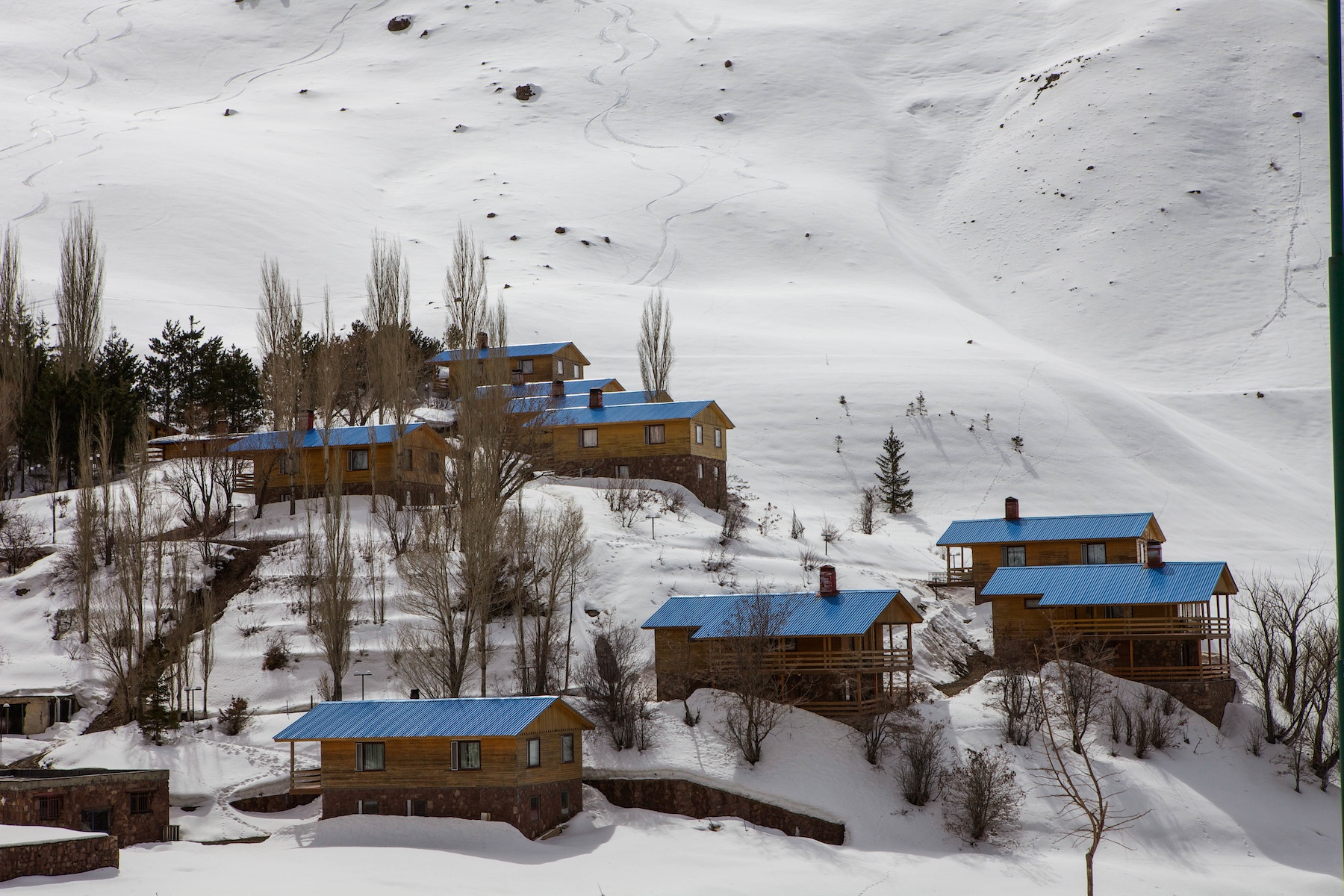
Шале